# نموذج كيلر للتصميم التحفيزي
نموذج كيلر للتصميم التحفيزي (بالإنجليزية: Attention Relevance Confidence Satisfaction) ويعرف اختصارا بـ ARCS، يمكن أن يساعد التصميم التعليمي التحفيزي في تصميم مقررات إلكترونية، والتحفيز يعني كيفية جعل المتعلمين متحفزين لأداء شي ما، فكل شخص منا له ما يحفزه، فعلى المصمم التعليمي أن يجد هذا الحافز الذي يحفز على المتعلمين لاستخدام التعلم الإلكتروني وليس نقل الكتاب التقليدي إلى الشكل الإلكتروني فقط بل يجب أن يعالج جمود الكتاب بشكله التقليدي إلى مقرر إلكتروني يحفز المتعلمين إلى التعلم، لذلك يجب على المصمم التعليمي أن يعرف نموذج كلير للتصميم التحفيزي ARCS الذي يشمل أربع خطوات لتعزيز دافعية المتعلمين نحو التعلم.

## نموذج كلير للتصميم التحفيزي

### الإنتباه

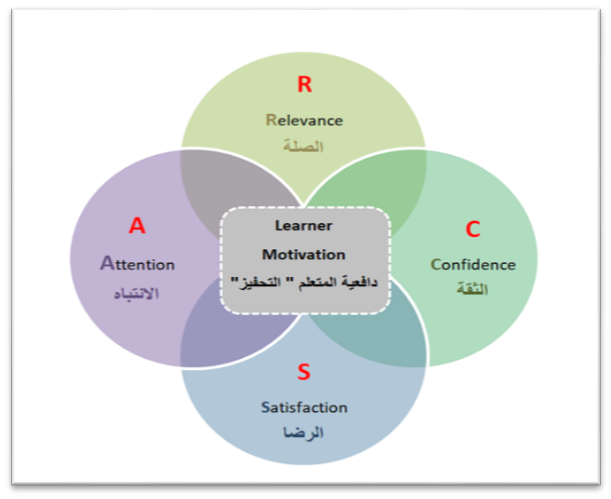
العناصر الأساسية في نموذج كلير للتصميم التحفيزي

يمكن الحصول على الانتباه بإثارة إدراك المتعلمين من خلال عرض رواية رقمية أو أحداث مفاجئة أو غير منطقية، أو غير مؤكدة، وكذلك من خلال الاثارة الاستفسارية حين يحفز المقرر الإلكتروني فضول المتعلمين
عبر طرح مجموعة من الأسئلة أو المشكلات الصعبة المراد حلها، وحدد (كيلر) ست طرق طرق لاستثارة
انتباه المتعلمين وهي:
1- المشاركة النشطة: وتعني ضرورة تصميم شرائح تعلم تفاعلية تجعل المتعلم إيجابياّ مع المقرر الإلكتروني (أي المشاركة في رسم أو تصميم أو تركيب شيء خاص بالمحتوى العلمي، وليس سلبياّ كالانتقال من شريحة تعلم لأخرى فقط.
2- التنوع: عدم استخدام نمط واحد للميديا فيجب تنوع أساليب تقديم المحتوى من ملفات فيديو ورسوم وصور وغير ذلك من أساليب عرض، فأسلوب العرض الواحد يؤدي إلى ملل المتعلم وعدم المتابعة
3- الفكاهة: لا مانع وجود بعض الأشكال الفكاهية في المقرر الإلكتروني مع ضرورة التوظيف السليم لها كاستخدامها في التغذية الراجعة.
4- التنافر والصراع: عرض معلومات تتعارض مع خبرات المتعلم في الماضي لإحداث صراع في عقله يؤدي إلى الانتباه والتركيز في المعلومات المقدمة بالتعليم الإلكتروني.
5- الأمثلة من الحياة الواقعية: عرض أمثلة حقيقية هادفة لأجزاء من المحتوى العلمي الذي يحتاج المتعلم لفهمها التعرض لبعض الأمثلة التوضيحية المتعمقة فيه وذلك عبر مجموعة من المثيرات البصرية أو القصص والروايات الرقمية، وكلما شارك وتفاعل المتعلم مع هذه الأمثلة كلما زادت دافعيته نحو التعلم.
6- الاستفسار: طرح أسئلة أو مشكلات للمتعلمين يعملوا على حلها، كطرح تكليفات وأنشطة تفاعلية تحتاج إلى عصف ذهني لحلها.
ويخطئ كثير من مصممي التعليم أن الأسلوب الوحيد لزيادة انتباه المتعلمين في المقررات الإلكترونية هو زيادة الإثارة الحسية بإضافة رسوم متحركة أو تأثيرات الوسائط المتعددة، لأنها يمكن أن تكون لها آثار سلبية وغير ملائمة وربما في الواقع تصرف المتعلم عن الاستفادة مما حدده (كيلر) من طرق اثارة الانتباه كما يجب ألا ينسى المصمم التعليمي ان البحث عن المعلومات له أيضا اثر كبير في انتباه المتعلم وتركيزه في عملية التعلم لان المتعلم فيها يصبح اساس وعنصر فعال في عملية التعلم

### الصلة
كلما كان موضوع وثيق الصلة بالمتعلم كلما زادت دافعية المتعلم، ويمكن تطبيق ذلك في المقررات
الإلكترونيه من خلال استخدام لغة سهلة وأمثلة مألوفة لدى المتعلمين، وحدد (كيلر) 6 استراتيجيات رئيسيه
لزيادة صلة الموضوع بالمتعلم ومن ثم زيادة دافعيته نحو التعلم، وهذه الاستراتيجيات هي:
1- الخبرة: ابلاغ المتعلم كيف أن التعلم الجديد سوف ينمي خبراته الحالية؛ وهذا يمكن أن يكون من خلال مقدمة المقرر الإلكتروني أو تمهيد كل وحدة تعليمية، ويجب على المصمم التعليمي أن يعرف جيدًا أن التعلم الفعال هو بناء هذا التعلم على خبرات سابقة للمتعلمين؛ فعليه أن يعرف خبرات المتعلمين الذين سيستخدموا المقرر جيدًا بالتعاون مع مؤلف المقرر حتى يحقق المقرر الإلكتروني أهدافه المنشودة ويزيد من دافعية المتعلم نحو التعلم.
2- القيمة الحالية: ابلاغ المتعلم ماذا سيصبح قادرًا عليه بعد دراسته لموضوع التعلم مباشرة، وهذا يأتي في العادة من خلال أهداف المقرر الإلكتروني.
3- القيمة المستقبلية: ابلاغ المتعلم ماذا سيصبح قادرًا عليه بعد دراسته لموضوع التعلم في المستقبل، وكيف سينمي المقرر الإلكتروني مهاراته الحالية لاستخدامها في حياته العملية بعد التخرج من الجامعة.
4- مطابقة الاحتياجات: ضرورة مطابقة موضوعات التعلم مع احتياجات المتعلم الفعلية، فكثيرًا ما نجد أن مؤلفي المقررات الدراسية يحددوا المادة العلمية وفق رؤيتهم فقط ويعتقدوا انها تلبي احتياجات المتعلمين أو يجبروا على تدريس مواد علمية وهم على قناعة أنها لا تلبي احتياجات المتعلمين، والأفضل في هذه الحالات أن ينخرط مؤلفي المقررات مع المتعلمين لدراسة احتياجاتهم الفعلية أو على الأقل عند تطوير مقرراتهم إلى مقررات إلكترونية إضافة مصادر تعلم إثرائية تلبي احتياجات المتعلمين الفعلية بجانب المادة العلمية المفروضة عليهم؛ لأن المقرر الإلكتروني في هذه الحالة سيحفز المتعلمين نحو التعلم.
5- النمذجة: توفير نماذج حية (فيديو) أو رسوم متحركة لكيفية أداء المهارات المطلوب تنميتها لدى المتعلم، وعندما يتمكن المتعلم من أداء تلك المهارات يجب أن يشارك المتعلم بنفسه في مساعدة زملاءه في تنمية مهاراتهم أثناء عملية التدريب أو التقويم أواعطاء التغذية الراجعة المناسبة لزملاءه في الدراسة، مع الحرص الشديد أثناء تسجيل أفلام الفيديو أن من يقوم بتنفيذ المهارة يجب عليه أن ينفذها بكل جدية ودقة متناهية كما يريد أن ينميها لدى المتعلمين، لأن كل ما يحدث في أفلام الفيديو يكتسب منه المتعلم خبرات سواء كانت إيجابية أو سلبية.
6- الاختيار: السماح للمتعلم باستخدام أساليب مختلفة أثناء عملية التعلم والسماح له باختيار الأسلوب المناسب في تنظيم هذا التعلم، وهذا يعني جهد اضافي للمصمم التعليمي الذي يجب أن ينوع من أساليب التعلم التي يوفرها في المقرر الإلكتروني لمراعاة الفروق الفردية بين المتعلمين وليختار كل متعلم ما يناسبه من أساليب في اكتساب تعلمه، مع ضرورة سهولة ابحار المتعلم في المقرر الإلكتروني والانتقال من مكان إلى آخر بسهولة وسرعة.

### الثقة
المتعلم بحاجة دائمًا للشعور بأن ما يدرسه سيحقق أهدافه حتى يشعر بالثقة التي تحفز المتعلم وتزيد من
دافعيته نحو التعلم، وحدد «كيلر» 6 نقاط يمكنها أنت تحقق الثقة للمتعلم وهي كالتالي:
1- فهم احتمالية النجاح: يجب مساعدة المتعلم على فهم احتمالية نجاحه، فإذا شعر المتعلم أنه لن يتمكن من تحقيق أهدافه أو أن التعلم سيستغرق وقت وجهد كبير فسيؤدي ذلك لانخفاض دافعية المتعلم نحو التعلم.
2- ضمان المتعلم: يجب تقديم أهداف ومتطلبات الأداء ومعايير التقييم للمتعلم لمساعدته على تقدير احتمال النجاح، فضمان نجاح المتعلم هو وعيه بمتطلبات الأداء ومعايير التقييم.
3- السماح للنجاح: مغزى أي تعلم هو السماح لكل المتعلمين بالنجاح وتذليل أي عائق أمامهم، لذلك يجب أن يحتوي المقرر الإلكتروني على تعليمات تشغيل المقرر بشكل عام وتشغيل عناصر التعلم بشكل خاص على أن تكون واضحة وموجزة، كما يفضل أن يكون التواصل سريع بين المعلم والمتعلم عبر الإنترنت سواء كان هذا التواصل متزامن أو غير المتزامن وذلك لحل أي مشكلات تواجه المتعلم أثناء دراسته للمقرر.
4- نمو المتعلم: السماح لكل خطوة من خطوات التعلم مهما كانت صغيرة أثناء عملية التعلم بنمو للمتعلم، فالمصمم التعليمي المحترف يعرف جيدًا ماذا تعني كلمة حشو المقرر الدراسي، وبخبرته ومشاركة مؤلف المقرر يقوم بتصميم شرائح تعلم هادفة ودقيقة ومركزة يتعلم منها المتعلم شيء ما، لأنه كلما حدث نمو للمتعلم مع كل خطوة تعليمية صغيرة زادت ثقة المتعلم بنفسه وزادت دافعيته لاستكمال عملية التعلم.
5- التغذية الراجعة: قدم التغذية الراجعة في الوقت المناسب لتعديل الاستجابات الخاطئة ودعم الاستجابات الصحيحة، فالمتعلم إذا تعثر في حل مشكلة ما ولم يجد التغذية الراجعة في وقتها فسيحدث له إحباط وعدم ثقة في النفس بأنه قادر على التعلم مما سيضعف دافعيته نحو التعلم.
6- تحكم المتعلم: يجب أن يشعر المتعلم بدرجة من السيطرة على عملية التعلم والتقييم الخاصة به، فينبغي أن يؤمن المتعلم بأن نجاحه هو نتيجة مباشرة لمقدار جهده المبذول في عملية تعلمه، فعندما يدرس المتعلم مقرر إلكتروني ويتطلب منه البحث عن معلومات داخل المقرر أو خارجه من المصادر الإثرائية لحل مشكلة أو تكليف ما؛ ويجد المتعلم بنفسه الحل بعد جهد مبذول فهذا يشعره بالثقة ويزيد من دافعيته نحو التعلم.

### الرضا
يجب أن تكون المادة العلمية مرضية للمتعلم، لذلك حدد «كيلر» بعض العوامل التي يمكن أن تزيد من رضا المتعلم وهي كالتالي
1- الشعور بالإنجاز: كلما إنتهى المتعلم من جزء بالمقرر الدراسي يشعر في العادة بالإنجاز وعندما ينتهي من أكثر من جزء يزداد شعوره بالإنجاز والرضا وعندها تزداد دافعيته نحو التعلم، وتقوم فكرة عناصر التعلم LOS على هذه الفكرة؛ فشرائح التعلم قليلة قدر الإمكان وتحقق الهدف منها؛ بحيث ينتهي من دراستها المتعلم بسرعة وبأقل مجهود؛ وحينها يشعر المتعلم بالإنجاز والرضا وتزداد لديه الدافعية لمزيد من التعلم.
2- التعزيز: كلما جاء تعزيز نجاح المتعلم في وقته وبالشكل المناسب للمتعلم كلما شعر المتعلم بالرضا وحافظ على التعلم المكتسب من المقرر الإلكتروني، فعندما يدرس المتعلم عنصر تعلمي أو وحدة تعليمية بإرادته الكاملة ويجد أسئلة واختبارات تقييس ذلك التعلم ويشاهد نجاحه بنفسه عبر تقرير تفصيلي عن إجاباته؛ عندها يزداد رضا المتعلم ودافعيته نحو التعلم.
3- استخدام المعرفة المكتسبة: إذا لم يتم توظيف واستخدام المعرفة المكتسبة حديثًا من المقرر الإلكتروني سيفقد المتعلم اهتمامه بما اكتسبه ويقل رضا المتعلم ودافعيته نحو التعلم، وهنا يأتي دور التكليفات التي يجب أن تعكس المحتوى العلمي الذي يدرسه المتعلم ويفضل أن تتنوع تلك التكليفات فبعضها يتطلب من المتعلم حلها بشكل فردي والبعض الآخر بشكل تشاركي، مع ضرورة أن تكون تلك التكليفات واقعية ومنطقية ويمكن تنفيذها ولا تؤدي لإحباط المتعلم بإعطائه تكليفات لا يستطيع حلها.
وفي النهاية نجد أن «كيلر» وخطواته الأربعة المتداخلة لتعزيز دافعية المتعلمين نحو التعلم إذا وضعها المصمم التعليمي أمام أعينه قبل تطوير أي مقرر الكتروني فسيضمن تحفيز المتعلمين لاستخدام هذا المقرر والاستفادة القصوى من عملية إنتاجه، كما أن المتعلمين الذين يتمتعون بحافز قوي نحو التعلم سيصبحون أفضل قادة؛ لأنهم يملكون قدرة هائلة في تحديد وتحقيق أهدافهم.